# ModelSim
ModelSim(モデルシム)は、米国メンター・グラフィックス社開発・販売のハードウェア記述言語用のシミュレータである。ハードウェア記述言語はVerilog (SystemVerilog)、VHDL、SystemCに対応し(コンパイル可能)、デバッグ環境でもある。

## FPGA
FPGA用には、以下のエディションもある。
- ModelSim Altera Edition[1]
- ModelSim Xilinx Edition-III[2] (2010年12月10日提供終了[3])

## 参照
1. ↑  Mentor Graphics ModelSim - Altera ソフトウェア
2. ↑  ザイリンクス ModelSim Xilinx Edition-III
3. ↑  ModelSim Xilinx Edition-III ブロードキャスト製品の製造中止通知